# Ciclone tropical anular

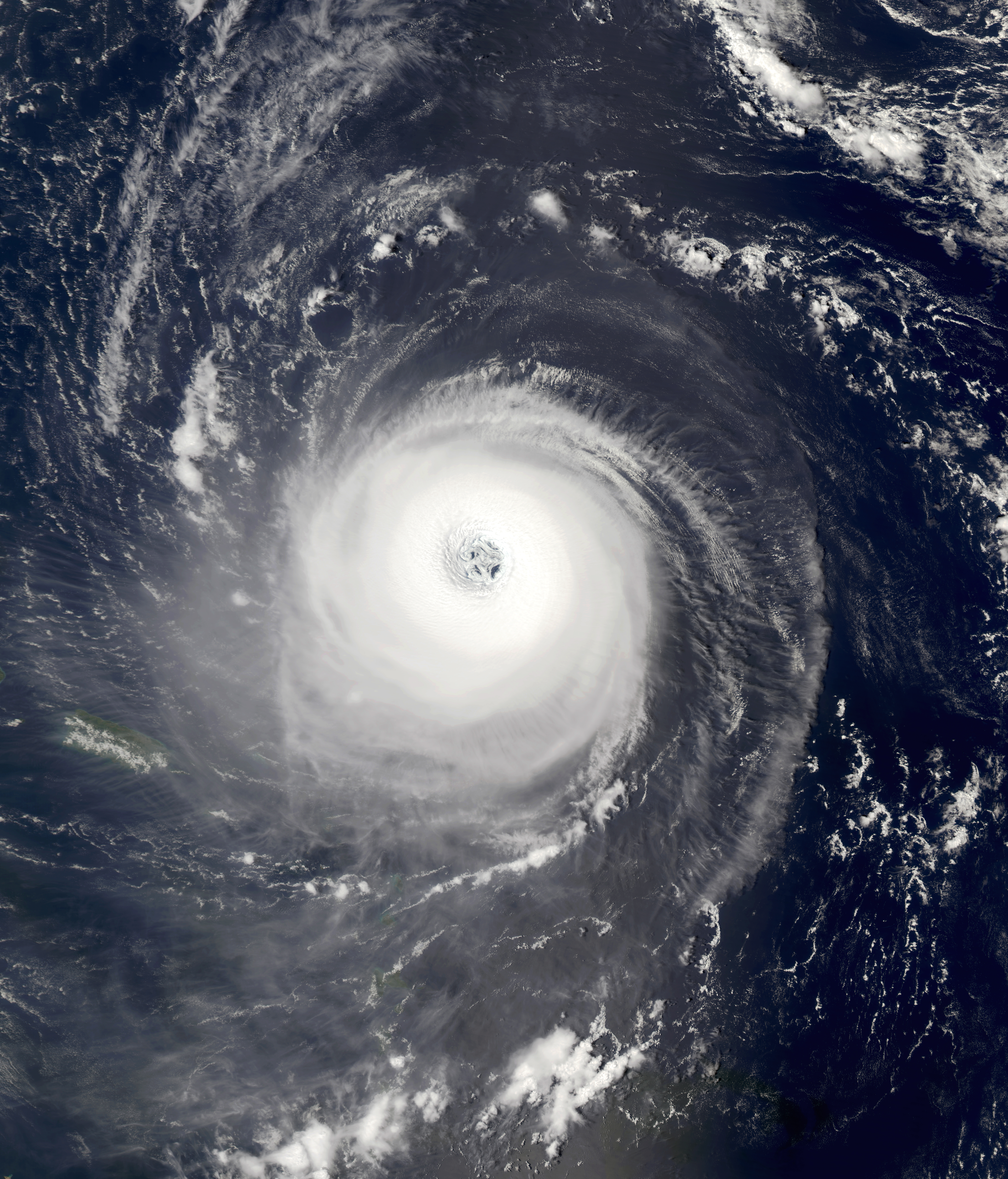
Imagem de satélite do furacão Isabel de 2003, exibindo um olho grande, circular e simétrico, e forma simétrica de tempestade, características de ciclones tropicais anulares. Isabel também está exibindo um olho de cata-vento, uma característica rara encontrada em alguns ciclones tropicais anulares.

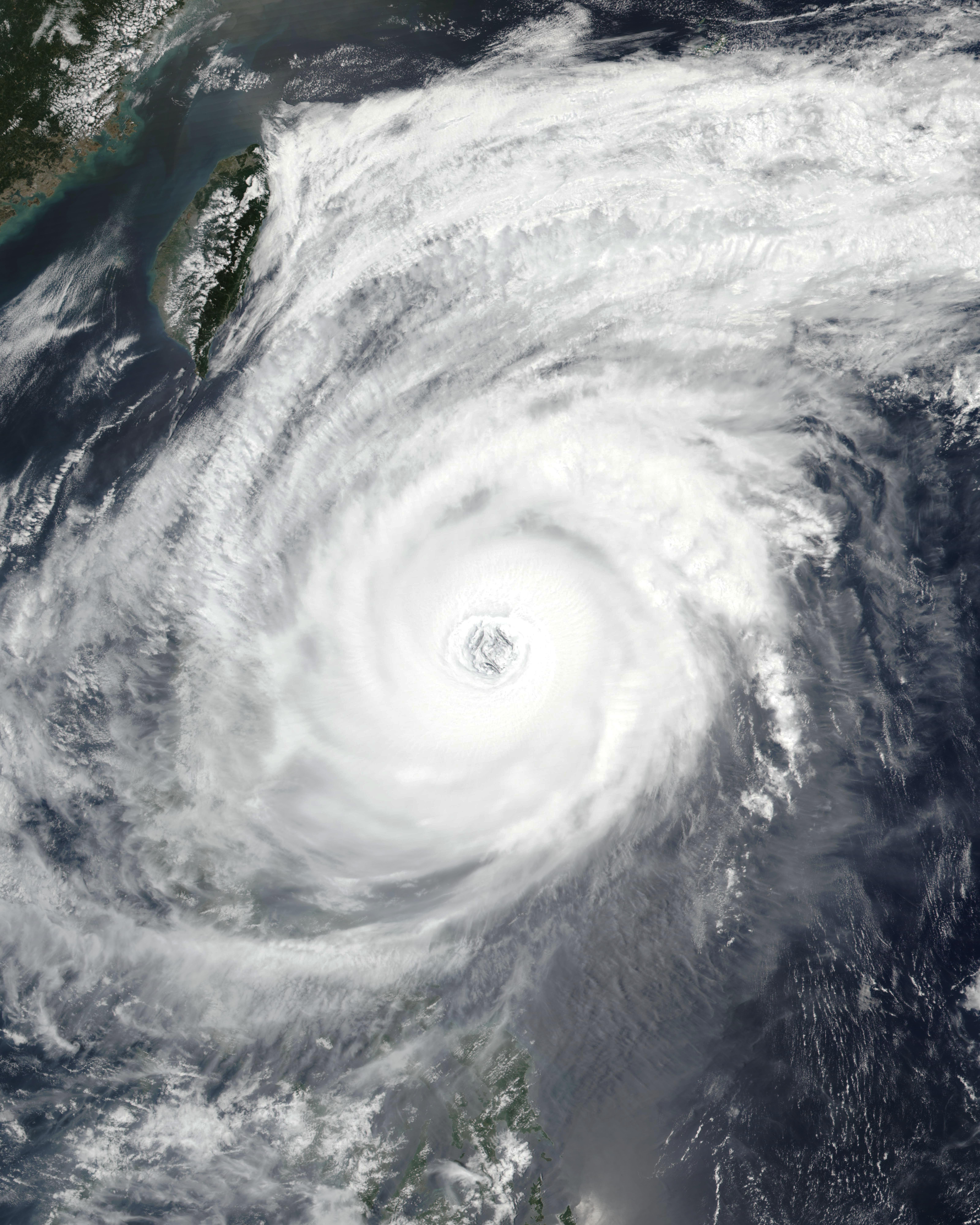
Tufão Surigae de 2021 exibindo características anulares

Um ciclone tropical anular é um ciclone tropical que apresenta um olho simétrico normal a grande cercado por um anel grosso e uniforme de convecção intensa, muitas vezes com uma relativa falta de bandas de chuva discretas e apresentando uma aparência simétrica em geral. Como resultado, a aparência de um ciclone tropical anular pode ser referida como semelhante a um pneu ou rosquinha. As características anulares podem ser alcançadas à medida que os ciclones tropicais se intensificam; no entanto, fora dos processos que conduzem à transição de sistemas assimétricos para sistemas anulares e da resistência anormal a fatores ambientais negativos encontrados em tempestades com feições anulares, os ciclones tropicais anulares se comportam de forma semelhante às tempestades assimétricas. A maioria das pesquisas relacionadas a ciclones tropicais anulares é limitada a imagens de satélite e reconhecimento de aeronaves, pois as condições que se acredita que dão origem a características anulares normalmente ocorrem em águas abertas, bem distantes de massas de terra onde são possíveis observações de superfície.

## Características e identificação
O furacão anular foi definido pela primeira vez como um subconjunto de ciclones tropicais por John Knaff da Colorado State University e James Kossin da Universidade de Wisconsin-Madison em 2002 pelo uso de imagens de satélite infravermelhas, que servem como meio visual de determinar características anulares em regiões tropicais. ciclone. Knaff e Kossin definiram um ciclone tropical anular como um ciclone tropical que mantém um olho médio ou maior que a média cercado por convecção profunda contendo o núcleo interno da tempestade e uma falta de convecção ocorrendo fora do denso nublado central por pelo menos três horas. Como resultado, as tempestades anulares não possuem as faixas de chuva características de ciclones tropicais típicos. Essas características conferem à tempestade uma aparência axissimétrica comum aos ciclones tropicais anulares. No entanto, esta definição só é aplicável enquanto uma tempestade mantém essas características - quando e enquanto uma tempestade não apresenta características anulares, o ciclone tropical é considerado assimétrico. Além das características definidoras primárias, a pulsação diurna do dossel da nuvem cirrus associada ao fluxo é subjugada quando as tempestades se tornam anulares. Alguns ciclones tropicais anulares também podem exibir um "olho de cata-vento", uma característica em que as condições da tempestade fazem com que seu olho assuma a aparência de uma roda raiada. Um algoritmo para identificação de ciclones tropicais anulares em tempo real por critérios objetivos - o Annular Hurricane Index - foi desenvolvido e mostra algum poder, mas ainda não estava operacional, a partir de 2008. No entanto, o National Hurricane Center (NHC) mais tarde começou a usar o Annular Hurricane Index para avaliar ciclones tropicais anulares. O índice leva em consideração a altura da nuvem da tempestade, os raios do olho e outros fatores semelhantes, usando imagens de satélite e, em seguida, produz um número, com o valor máximo na escala sendo 100. Qualquer tempestade com valor zero ou menor não é anular, enquanto tempestades com índices positivos são consideradas anulares. Os ciclones tropicais com índices mais altos têm mais características anulares do que aqueles com índices mais baixos.
Embora os ciclones tropicais possam atingir características anulares em um amplo espectro de intensidades, as tempestades anulares são tipicamente fortes ciclones tropicais, com velocidades médias máximas sustentadas do vento de 108 kn (200 km, 124 km/h). Além disso, tempestades que atingem características anulares são menos propensas ao enfraquecimento como resultado de fatores ambientais negativos. Os ciclones anulares podem manter suas respectivas intensidades de pico por longos períodos de tempo, ao contrário de suas contrapartes assimétricas. Após a intensidade de pico, tais sistemas tenderão a diminuir gradualmente. Essa persistência de intensidade incomum torna suas intensidades futuras difíceis de prever e muitas vezes resulta em grandes erros de previsão. Em uma análise de furacões no Pacífico Leste e no Atlântico Norte entre 1995 e 1999, Knaff e Kossin observaram que o Centro Nacional de Furacões subestimou a intensidade dos furacões anulares 72 horas até 18,9 kn (35,0 km/h, 21,7 km/h).
Um levantamento de tufões do Pacífico entre 1990 e 2009 encontrou apenas 12 com características anulares, representando uma taxa de ocorrência de 4 por cento.

## Transição de ciclones assimétricos e condições necessárias

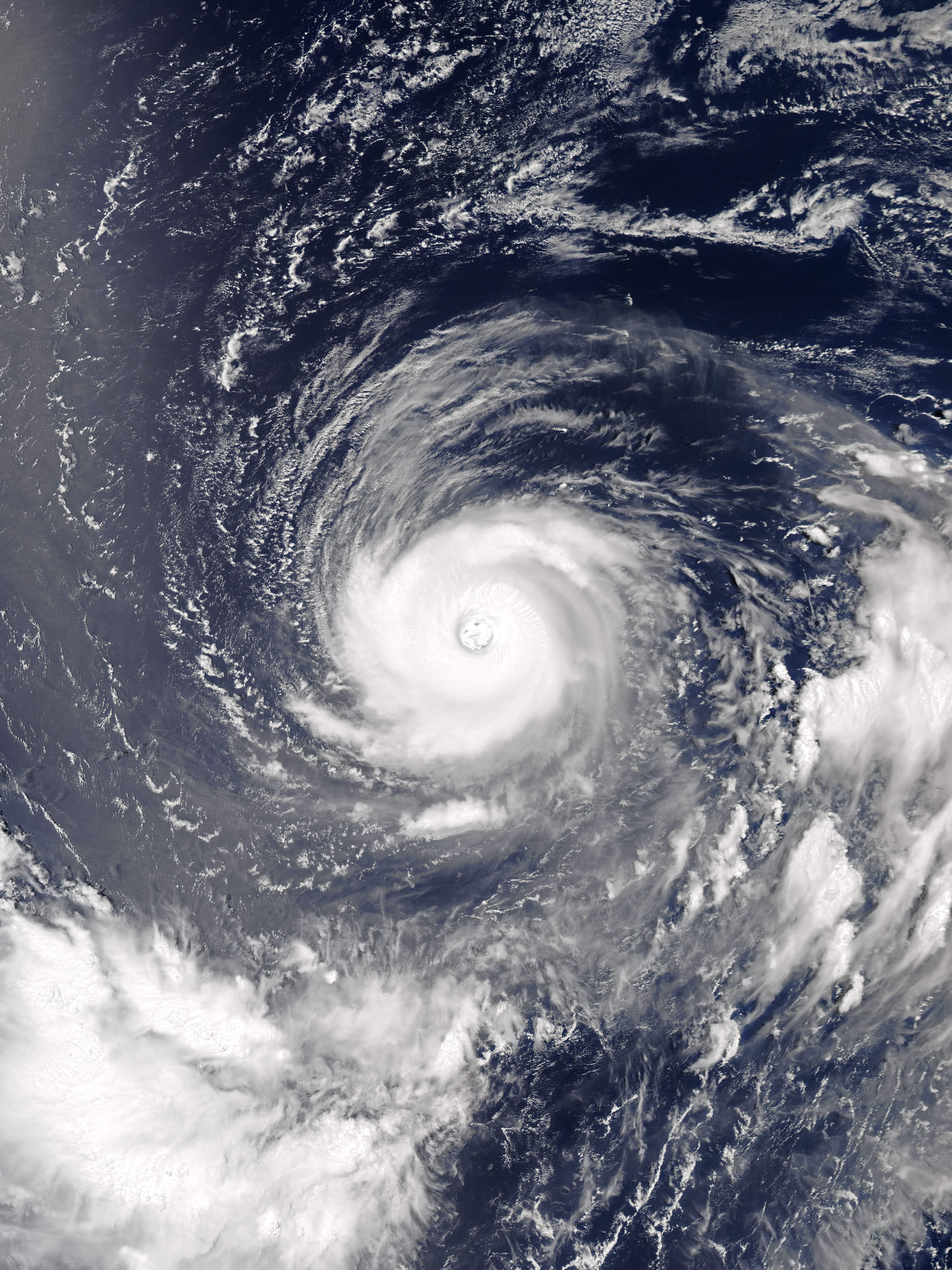
Tufão Noru de 2017, exibindo a maioria das características anulares

Os ciclones tropicais podem se tornar anulares como resultado de mesovórtices da parede do olho misturando os ventos fortes encontrados nas paredes dos olhos das tempestades com os ventos fracos do olho, o que ajuda a expandir o olho. Além disso, este processo ajuda a tornar a temperatura potencial equivalente (frequentemente referida como teta-e ou {\displaystyle \theta _{e}} ) dentro do olho relativamente uniforme. Essa transição leva cerca de 24 horas para ser concluído e pode ser considerado um tipo de ciclo de substituição da parede do olho. Descobriu-se também que os ventos diminuem de forma semelhante a uma escada dentro do raio de vento máximo, o que pode indicar que mais vento é misturado entre o olho e a parede do olho à medida que os ciclones se fortalecem, o que ajuda a explicar por que as características anulares são geralmente exclusivas de tempestades de maior intensidade.
A intensidade dos sistemas anulares é tipicamente superior a 83,5% da intensidade potencial máxima, sugerindo que as condições em que as tempestades ganham características anulares são geralmente propícias para a persistência e intensificação dos ciclones tropicais. Os ciclones tropicais anulares também requerem baixo cisalhamento do vento, e das tempestades no Pacífico Leste e Atlântico Norte estudados por Knaff e Kossin, todos exibiram ventos de leste e ar frio na alta troposfera. Além de forte vazão, sugerindo que as condições que dão origem a ciclones tropicais anulares são mais ideais para o lado equatorial de uma cordilheira subtropical e dentro dos trópicos. No entanto, temperaturas mais quentes da superfície do mar (SSTs) não são necessárias para ciclones tropicais anulares, com características anulares se desenvolvendo apenas dentro de uma faixa estreita de 25.4–28.5 °C (77.7–83.3 °F) modestas, variando de 25,4 a 28,5.
As condições favoráveis para o desenvolvimento de tufões anulares no Pacífico Norte Ocidental estão localizadas em duas áreas dentro de um cinturão zonal entre 20°N-30°N; uma dessas áreas fica sobre a parte central da bacia, enquanto a outra está localizada a leste de Taiwan. No leste do Pacífico Norte, tais condições estavam presentes apenas 3 por cento do tempo entre 1998 e 1999. No mesmo período, a bacia do Atlântico Norte apresentou apenas condições propícias para o desenvolvimento anular 0,8 por cento do tempo.